# Українська Парляментарна Репрезентація (Польща)
Українська Парляментарна Репрезентація (або Українська парламентська репрезентація, УПР) — парляментарне представництво українських політичних сил у Соймі та Сенаті міжвоєнної Польщі в 1922—1939 роках. З 1928 року «Українською Парляментарною Репрезентацією» називали представництво Українського національно-демократичного об'єднання (УНДО) в польському парляменті. За оцінкою польського історика Мірослава Шуміла, УПР була найсильнішим об'єднанням національних меншин у законодавчих органах міжвоєнної Польщі.

## Історія
Діяльність УПР поділяється на кілька періодів, які хронологічно збігаються із каденціями роботи польського парляменту:
1. 1922—1927 роки
2. 1928—1930 роки
3. 1930—1935 роки
4. 1935—1938 роки
5. 1938—1939 роки

### 1922—1927

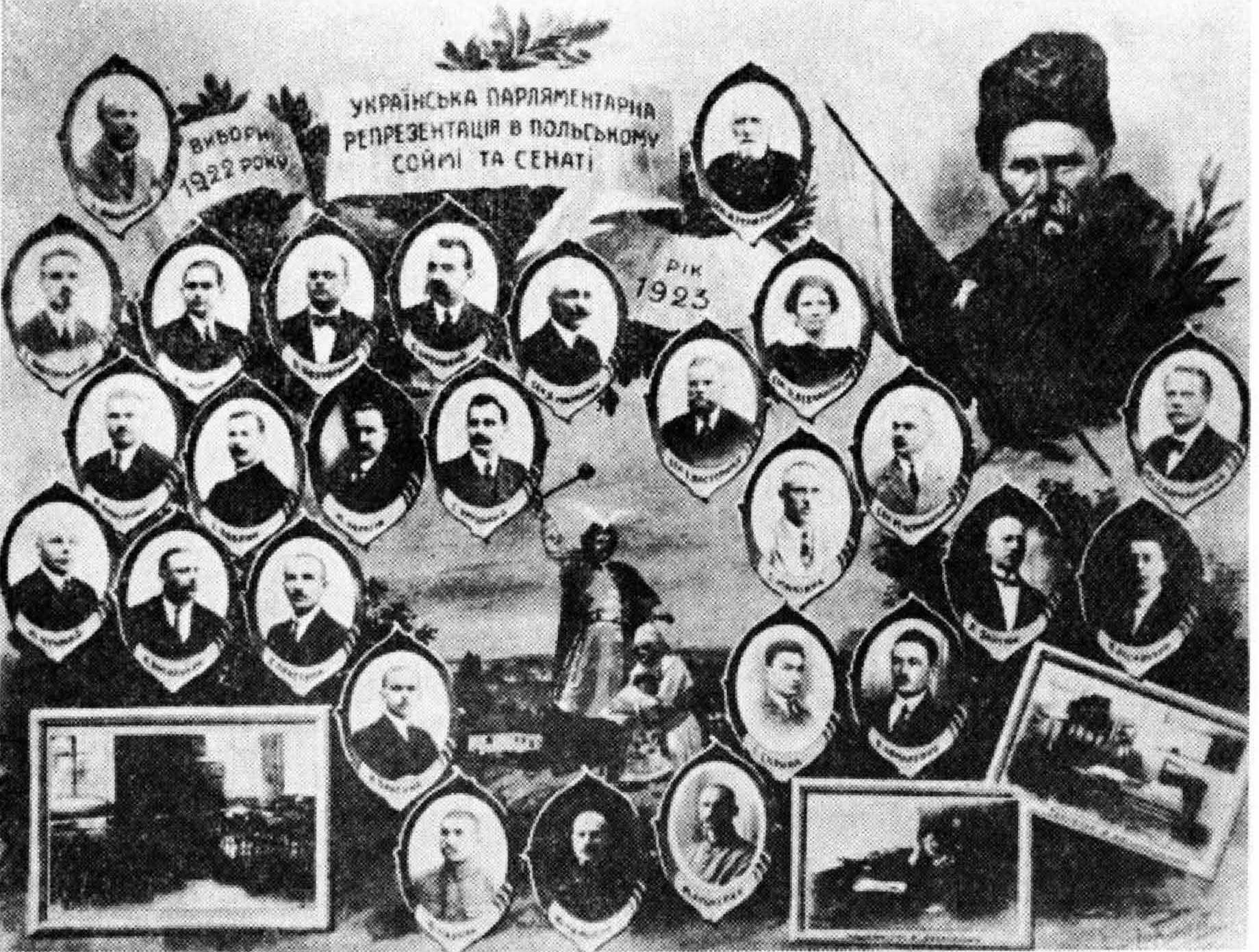
Українська Парляментарна Репрезентація в польському Соймі та Сенаті з польських виборів 1922 року. Зліва направо: С. Любарський, о. прот. Д. Герштанський, С. Підгірський, А. Пащук, Б. Козубський, С. Козицький, Л. Маркович, І. Пастернак, О. Левчанівська, В. Дмитріюк, І. Павлюк, М. Пирогів, С. Хруцький, С. Маківка, М. Черкавський, О. Карпінський, М. Чучмай, А. Васильчук, Х. Приступа, Я. Войтюк, П. Васиньчук, А. Братунь, Й. Скрипа, В. Комаревич, В. Махнюк, Ю. Тимощук, М. Луцкевич.

Конференція українських послів і сенаторів в Ковлю // Наше життя. — 1922. — Вип. 13 (26 листопада). — С. 1. Архівовано з джерела 24 жовтня 2020. Процитовано 21 жовтня 2020.
Українські політичні партії національно-державницького табору Східної Галичини (Українська народно-трудова партія, Українська радикальна партія, Українська соціял-демократична партія) бойкотували вибори 1922 року, відгукнувшись на заклик екзильного уряду ЗУНР у Відні з огляду на невизначений міжнародно-правовий статус Східної Галичини. Лише партія «хліборобів» (пропольського спрямування) зуміла провести 5 послів (депутатів) до Сойму. На Волині, Холмщині, у Підляшші й Поліссі українські політичні сили об'єдналися з євреями, білорусами, німцями та росіянами в Бльок Національних Меншостей, який здобув 57,3 % голосів на виборах до Сойму і 61,8 % — до Сенату. За списком Бльоку Національних Меншостей 20 українців одержали посольські мандати Сойму і 6 — сенаторські, які й сформували першу УПР.
22 листопада 1922 року щойно обрані українські посли та сенатори на нараді в місті Ковелі заснували Українську Парляментарну Репрезентацію, яка об'єднувала тоді ж засновані Український Соймовий Клюб (20 послів, голова — Антін Васильчук) і Український Сенаторський Клюб (6 сенаторів, голова — Олександр Карпінський). На початку діяльности парляменту УПР сподівалася на компроміс із владою, однак із весни 1923 року перейшла в опозицію. Спроби домогтися в парляменті конкретних рішень для полегшення становища українського населення виявилися безрезультатними через опір польських правих партій. До УПР входили різні за політичним спрямуванням (хоча й первісно безпартійні) посли та сенатори — автономісти, комуністи, члени Сель-Союзу, Сельробу, УНДО та безпартійні. Головами УПР тоді були Антін Васильчук (1922—1923), Самійло Підгірський (1923—1924), Михайло Черкавський (1924—1925), Сергій Хруцький (1925-?) та инші. 

### 1928—1930

Українська Парляментарна Репрезентація на Конґресі Міжпарляментарної Унії 1928 року в Берліні. В першому ряді зліва направо: Антін Максимович, Дмитро Паліїв, полковник Євген Коновалець, Степан Кузик, Іван Блажкевич, отець Володимир Пелліх; у другому ряді зліва направо: професор Зенон Кузеля, Олександр Вислоцький, Дмитро Андрієвський, Остап Луцький

У виборах 1928 року вперше взяло участь усе населення Західної України. Під час виборчої кампанії низка українських партій сформували спільно з білоруськими та товариствами инших національних меншин коаліцію, щоб представити спільний список кандидатів. Внаслідок виборів, до польського Сойму було обрано 42 українців, до Сенату — 12. З українських партій найбільше голосів здобуло Українське національно-демократичне об'єднання (УНДО) (близько 600 тис.). Партії комуністичного табору (Сельроб, Сельроб-лівиця і Комуністична партія Західної України) разом набрали понад 387 тис. голосів. Після невдалих спроб УНДО сформувати спільну Парляментарну Репрезентацію виникло кілька соймових клюбів: Український Клюб — 26 послів (із них 23 члени УНДО), Клюб Української Соціялістично-Радикальної Парляментарної Репрезентації — 8 послів, Клюб Сельробу — 4 посли, Сельробу-лівиці — 2 посли, Української Партії Праці — 1 посол. 5 українців увійшли до проурядового Безпартійного бльоку співпраці з урядом. У Сенаті 9 членів УНДО, 1 соціяліст-радикал і 2 білоруси сформували спільний клюб. За його межами залишився тільки представник Сельробу. Після додаткових виборів до Сойму і Сенату на Волині в травні і липні 1930 року Українське Парляментарне Представництво зросло до 50 послів і 14 сенаторів, однак новообрані посли не встигли прийняти посольську присягу через достроковий розпуск парляменту в серпні 1930 року.

### 1930—1935

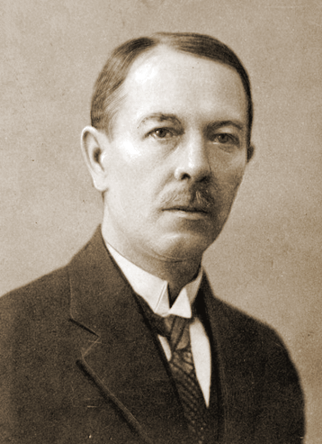
Дмитро Левицький, голова УПР, світлина до 1930 року

Виборча кампанія 1930 року проходила в період «пацифікації» та масових репресій українців (в ув'язненні опинилося 30 колишніх українських послів і 3 сенатори, десятки партійних діячів). За списком «Українського і Білоруського Виборчого Бльоку» до Сойму пройшли 17 членів УНДО і 3 члени Української соціялістичної радикальної партії; до Сенату — 3 члени УНДО та 1 представник Української соціалістичної радикальної партії. За списком Безпартійного бльоку співпраці з урядом посольські мандати одержали 6 українців з Волині та 2 члени Руської аграрної партії з Галичини; 2 українці стали сенаторами. 1931 року від імені УПР український посол в польському Соймі Ярослав Олесницький звернувся до Ліги Націй із рішучим протестом проти політики «пацифікації». Водночас у діяльности УПР переважала тенденція до пошуку компромісу з польським урядом, що виявлялося у висуненні гасла територіяльної автономії для українських земель у Польській державі. УПР відмежувалася від тактики Організації українських націоналістів, засудивши її, викривала злочини сталінського режиму в УСРР, зокрема Голодомору 1932—1933 років в УСРР. У 1933 році зусиллями УПР створений Український громадський комітет рятунку України, який займався розповсюдженням інформації у межах тогочасної Польщі та на міжнародній арені про здійснення радянським режимом геноциду українців, проводив акції протесту проти Голодомору та допомагав постраждалим від голоду жителям УСРР. Головою УПР тоді був посол Дмитро Левицький.

### 1935—1938

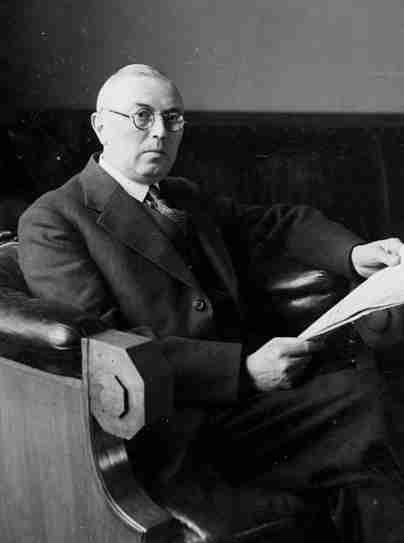
Василь Мудрий, голова УНДО та УПР, віцемаршал Сойму Польщі, 1935 рік

Вибори 1935 року до польського парляменту проходили в умовах проголошеної політики нормалізації польсько-українських відносин. З метою збереження Парляментарного Представництва українців УНДО пішло на укладення виборчої угоди з Безпартійним бльоком співпраці з урядом, завдяки чому здобуло 14 мандатів у Сенаті. Таку ж угоду уклало Волинське Українське об'єднання, отримавши 5 місць у Соймі й 1 в Сенаті. Инші українські партії разом із польською опозицією бойкотували парляментарні вибори 1935 року, протестуючи проти антидемократичного виборчого закону. УПР співпрацювала з польським проурядовим табором. Польський уряд зробив кілька кроків назустріч українцям: голову УНДО та УПР Василя Мудрого обрано віцемаршалом Сойму, оголошено амністію та инше. Проте уряд відмовився задовольнити найважливіші вимоги УПР: територіяльна автономія, проблеми у сфері економічного та культурно-освітнього життя.

### 1938—1939
УНДО, Українська народна обнова і Волинське Українське об'єднання взяли участь у виборах 1938 року у порозумінні з проурядовим Табором національної єдності. Кількісне представництво українських партій у парляменті залишилося незмінним у порівнянні з попередньою каденцією 1935—1938 років. 2 жовтня 1935 року УНДО та УНО сформували у новому парляменті спільну Українську Парляментарну Репрезентацію, водночас Волинське Українське об'єднання створило Українську парламентську репрезентацію Волині на чолі з Петром Певним. Українські представники в парляменті розчарувалися в політиці «нормалізації». 9 грудня 1938 року УПР внесла на розгляд Сойму «Проєкт конституційного закону Галицько-Волинської землі», що передбачав надання територіяльної автономії західноукраїнським землям у межах Станиславівського, Тернопільського, Волинського, більшої частини Львівського і Поліського, окремих повітів і гмін Люблінського, Білостоцького та Краківського воєводств. Маршал Сойму не прийняв цього законопроєкту до розгляду, що стало приводом для припинення політики «нормалізації». Востаннє українські посли виступили в Соймі 2 вересня 1939 року: Степан Скрипник і Василь Мудрий запевнили польський політикум у спільній боротьбі українців і поляків проти Німеччини.